# Metempsykos
Metempsykos (grekiska: μετεμψύχωσις) eller transmigration avser själens förflyttning, i synnerhet dess reinkarnation efter döden. Begreppet förekommer i det fornindiska verket Yajurveda. I grekisk filosofi är det belagt hos Ferekydes från Syros. Senare utvecklades teorin om metempsykos av Platon, som hävdade själens preexistens och odödlighet.